# 台湾接管計画綱要地方政制

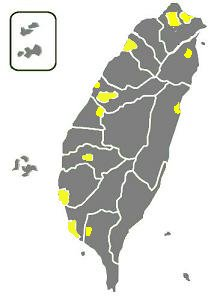
黄色部は台湾地方政制中で定められた12市の位置

台湾接管計画綱要地方政制（たいわんせっかんけいかくこうようちほうせいせい）は、中華民国国民政府が1945年3月に策定した台湾接収計画（『台湾接管綱要』）の一部をなす。日中戦争後に接収を計画していた台湾の地方行政制度を整備するもので、その内容は日本統治時代の5州3庁9市を11市、8一級県、18二級県、3三級県に改編するとともに、当局が不適切と認めた地名を改称するものであった。一方、日本統治時代の保甲制度は、存置される方針であった。
国民政府は『接収台湾調査研究』に基いて台湾に軍政を施行した。立法行政を委任された陳儀は、地方制度が現実に即していないと判断し、1945年10月15日に行政長官公署が台湾を接収して台湾省を設置（台湾光復）した後に台湾地方政制を実施し、日本統治時代の行政区分を修正するとともに、台湾の地方行政を定める基本方針となった。1950年国共内戦により、中華民国政府が台湾に移転したことにより台湾地方政制は廃止され、新たに台湾省各県市実施地方自治綱要が施行された。

## 背景
1943年のカイロ会談で連合国は、日本に対し「日本国が清国人より盗取したる満洲と台湾及び澎湖諸島を中華民国に返還すること」を定めた（カイロ宣言）。国民政府は戦後の台湾接収を行うための準備に着手することとなった。1944年4月、中央設計局に台湾調査委員会を設置、陳儀を主任委員に任命した。調查委員会は日本統治下の台湾の経済、政治、社会、軍事等の各方面に詳細な報告を行い、1945年3月に陳儀の提言を容れた蔣介石により16項83条になる『台湾接管計画綱要』策定、国民政府委員会により承認され台湾接収の青図面と法的な根拠となった。その中の地方政制の条項が台湾接管計画綱要地方政制であり、接収後の台湾行政区画を定める基本方針となった。

## 地方政制の主要内容と実施状況
国民政府は台湾の地方行政制度に下記の改革を行うことを計画した。すなわち
- 日本統治時代の街と庄を、それぞれ鎮と郷に変更する、と同時に村里に関しては援用した。
- 日本統治時代の台北などの12市は保留されたが、1945年10月後に行政長官公署は9市に変更し、規模の小さい花蓮港市、宜蘭市及び梧棲市を県轄市に変更した。
- 新たに一級県を9県設置し、地理的に関係の深い近隣の日本統治時代の郡を合併し一級県とする。一級県は人口15万人以上とする（未実施、日本統治時代の五州三庁を8県とした）
- 新たに二級県を18県設置（未実施）
- 新たに三級県を3県設置（未実施）

この計画の特色は、人口の多寡により行政区分を決定したことと、将来の選挙と地方自治を念頭に置いた計画であったことである。このほか地名に中国の歴史上の人名を採用した。嘉義市から林爽文を顕彰した爽文市に、基隆郡を清朝の巡撫だった劉銘伝の別号を採用した省三県にしたことなどがその例である。

## 地方政制の詳細行政区画
- 市：台北市、基隆市、宜蘭市、新竹市、台中市、彰化市、台南市、爽文市（旧名嘉義市）、高雄市、屏東市、花蓮港市、梧棲市（旧名新高市（中国語版））
- 一級県：羅東県、七星県、淡水県、桃園県、員林県、北港県、曽文県、延平県、鳳山県
- 二級県：省三県、中壢県、滄海県、竹南県、福星県、大甲県、豊原県、霧峰県、鹿港県、北斗県、南投県、斗六県、清芳県、東石県、北門県、淵亭県、東港県、鳳林県
- 三級県：恒春県、澎湖県、台東県
- 郷鎮：日本統治時代の街と庄を鎮と郷に改称したが、区画は同一である
- 村里：郷鎮の村は150戸以上を、里は200戸を原則とする。村里の下部に10戸を原則として鄰を編成し「村里鄰」の保甲制度に類似した体制とする

## 行政区画の確定
国民政府行政長官公署は台湾地方政制が現実に即していない面を有していたため、接収後に実施されたもの日本統治時代の5州2庁を8県に改編し、その他基隆、台北、新竹、台中、彰化、嘉義、台南、高雄、屏東の9省轄市（現在の市）を設置したに留まった。1950年に国共内戦に敗れた中華民国政府が遷台した後は『台湾省各県市実施地方自治綱要』に基づき16県、5省轄市、1管理局（陽明山管理局）、36郷、鎮、県轄市が設置され郷鎮及び県轄市は県の所管と定められた。それ以降陽明山管理局が廃止されるなど一部修正があったが、現在に至るまで援用されている。